# Martin Zálešák
Martin Zálešák (* 2. září 1959 Uherské Hradiště) je český a moravský malíř, restaurátor a výtvarný pedagog. 

## Životopis
- 1974–1978 Střední umělecko-průmyslová škola v Uherském Hradišti
- 1978–1979 grafik, Výstavy a veletrhy Brno
- 1979–1981 Základní vojenská služba
- 1981–1985 grafik, Výstavy a veletrhy Brno
- 1985–1991 studium na Akademii výtvarných umění v Praze (prof. Jiří Sopko)
- 1991–1994 svobodné povolání
- 1994–2007 odborný asistent na Vysokém učení technickém v Brně (VUT), Fakulta výtvarných umění (FaVU), ateliér malířství (prof. Jiří Načeradský – 1998–2001, doc. Petr Veselý – 2002–2007)
- v současnosti[kdy?] působí jako výtvarný pedagog na Střední škole umění a designu v Brně

## Výstavy

### Samostatné výstavy (výběr)
- 1994 – Vegetace, Středoevropská galerie, Husova ul., Praha
- 1996 – Malba, Procházkova síň, Dům umění, Brno
- 1999 – Bilder, Heimat- und Kulturverein Lorsch e. V., Museumszentrum Lorsch, Lorsch
- 1999 – Malba 1991–1999, Sankturinovský dům, Kutná Hora
- 2002 – Obrazy, Galerie MK, Rožnov p. Radhoštěm
- 2003 – Moje příroda, Galerie Aspekt, Brno
- 2004 – Obrazy, kaple, Nemocnice u sv. Anny
- 2006 – Moje úroda, Galerie Aspekt, Brno
- 2007 – Sklizeň 1997–2007, Galerie Slévárna, Vaňkovka, Brno
- 2008 – Moje příroda, Galerie Sýpka, Valašské Meziříčí
- 2009 – Rafinovaná rustika (spolu s Miroslavem Bravencem), Zámecká galerie, Uherské Hradiště
- 2009 – Obrazy, Galerie Panský dům, Uherský Brod
- 2010 – Příroda, galerie Elektra, Luhačovice
- 2014 – Kreslené obrazy, Česká pojišťovna, Veselí nad Moravou
- 2015 – Obrazy a kresby, Galerie Slováckého muzea, Uherské Hradiště
- 2017 – Ze skicáku, Malá galerie VÚVeL, Brno
- 2018 – Obrazy 20. – 21. století, Galerie výtvarného umění, Hodonín
- 2020/21 – Kresby, Galerie Otevřená zahrada, Brno

### Skupinové výstavy (výběr)
- 1991 – Absolventi AVU u Hybernů, Praha
- 1991 – Garáže Centrum, Praha
- 1992 – Středoevropská galerie v Karolínu, Praha
- 1992 – Středoevropská galerie, Husova ul., Praha
- 1992 – Panský dům, Uherský Brod
- 1993 – Brněnská malba, Dům umění, Brno
- 1993 – Mladé setkání 93, Hodonín
- 1994 – Komerční banka Na příkopech, Praha
- 1995 – Galerie Aspekt, Brno
- 1995 – Plastelínové symposium, Galerie Sýpka, Vlkov
- 1998 – Muzeum Vladimíra Preclíka, Bechyně
- 1999 – Umění pro nemocnici, Galerie Václava Špály, Praha
- 1999 – Pedagogové FaVU, Dům umění Brno
- 1999 – Zálešáci, Panský dům, Uherský Brod
- 2001 – Major Czech Exhibition Part of the North Devon Festival Broomhill Art Hotel – Šárka Radová, Oldřich Tichý, Martin Zálešák, Olbram Zoubek
- 2004 – Výstava se skupinou Mánes, Galerie Kritiků, Praha
- 2004 – Jiří Načeradský a jeho žáci, Muzeum Vladimíra Preclíka, Bechyně
- 2006 – Krásný nový svět, Galerie U Dobrého pastýře a Galerie Kabinet, Radnická 4, Brno
- 2006 – V. MEZINÁRODNÍ BIENÁLE KRESBY PLZEŇ 2006
- 2007 – Výstava k 120. výročí založení skupiny Mánes, Galerie Diamant, Praha
- 2008 – Ve šlépějích Štěpána Zálešáka, 8a s.r.o., prodejní galerie, Brno
- 2008 – Výstava finalistů soutěže HENKEL ART. AWARD, Kavárna Slavia, Rezavá kotva, Praha
- 2009 – Spolek výtvarných umělců Mánes (1887–2009) – Verein Bildender Künstler Manes (1887–2009), Historie a současnost významného českého spolku, Galerie Palais am Festungsgraben, Berlin
- 2010/11 – EKOBIO, Reduta, Brno
- 2011 – Mezinárodní malířské sympozium Jihlava
- 2012 – Výstava k 125. založení Mánes, Galerie Diamant, Praha
- 2012 – výstava VOLNÝ SMĚR – S.V.U. Mánes k 125. výročí Litoměric, v bývalém jezuitském kostele Zvěstování Panně Marii v Litoměřicích
- 2012 – VIII. Mezinárodní bienale kresby Plzeň
- 2013 – Výběr nejlepších prací z VIII. Mezinárodního bienále kresby Plzeň 2012, Galeria PM, Písek
- 2013 – Nejlepší díla Bienále kresby Plzeň 2012, Centrum Bavaria Bohemia a Bienále kresby Plzeň, Schönsee, Německo
- 2013 – Kabinety Mánesa, Galerie SVÚ Umelka a SVÚ Mánes, Bratislava
- 2013 – Nejlepší díla Bienále kresby Plzeň 2012, České centrum, Budapešť
- 2014 – Kresba, Turčianská galéria, Martin
- 2014 – Strom – pocta Jindřichu Průchovi, Galerie César, Olomouc
- 2014 – SVÚ Mánes, Zámek Holešov, Holešov
- 2014 – Jubilanti Mánesa, Galeria Diamant, Praha
- 2015 – Zahrady, Galerie města Blanska, Blansko
- 2015 – Vesnice je svět, Oblastní galerie Vysočiny, Jihlava
- 2015 – Jiný pohled: Tvorba laureátů bienále kresby Plzeň 1996–2014, Plzeň
- 2016 – Strom – pocta Jindřichu Průchovi, Galerie Slováckého muzea, Uherské Hradiště
- 2019 – Návraty, Galerie Slováckého muzea, Uherské Hradiště
- 2020 – S.V.U. Mánes, Rabasova galerie, Nová síň pod Vysokou bránou, Rakovník
- 2022 – Svět, Sbor českých bratří, Mladá Boleslav

### Soutěže
- 2006 – V. MEZINÁRODNÍ BIENÁLE KRESBY PLZEŇ 2006
- 2012 – VIII. MEZINÁRODNÍ BIENÁLE KRESBY PLZEŇ 2012

## Zastoupení ve sbírkách

### Veřejné sbírky
- Ministerstvo zahraničních věcí Praha:
  - Obraz “Petrželová nať II.”, 1993, 140 x 162 cm, olej na plátně (zakoupeno 1994)
  - Obraz “Plevel”, 145 x 175 cm, olej na plátně (zakoupeno 1994)
- Komerční banka Boskovice:
  - Obraz “Seno II.”, 1995, 160 x 130 cm, olej na plátně (zakoupeno 1996)
  - Obraz “Rajčatová nať “, 1995, 160 x 130 cm, olej na plátně (zakoupeno 1996)
- Nadace pro současné umění Praha:
  - Obraz “Rajčatová nať “, 1997, 160 x 130 cm, olej na plátně (darováno 1999)
- Rektorát VUT Brno:
  - Obraz “Podzim”, 2000, 160 x 130 cm, olej na plátně

### Soukromé sbírky
- Česko, Německo, Velká Británie, Nizozemsko, Švýcarsko

## Galerie

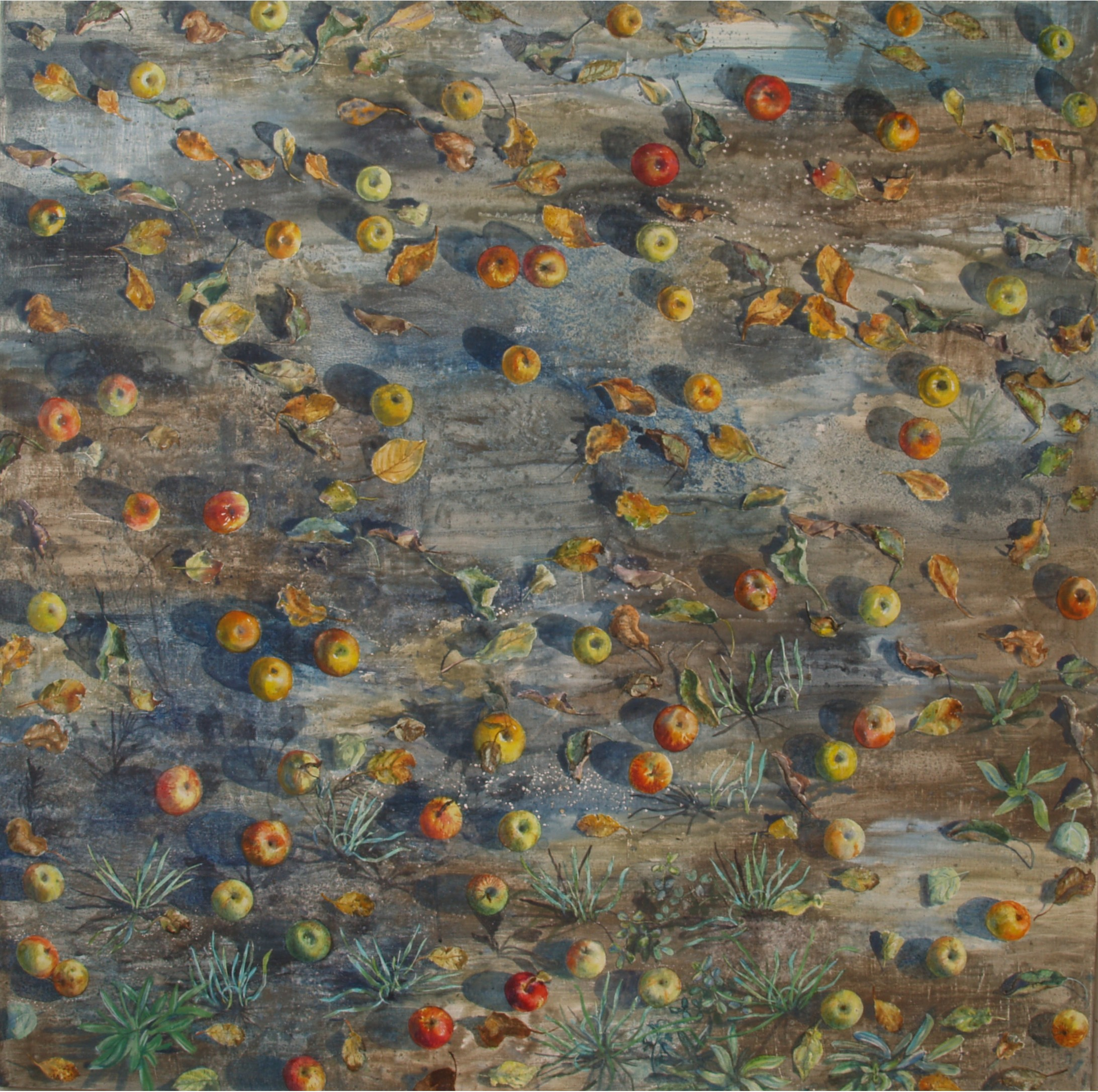
Jablka, kombinovaná technika (2006)
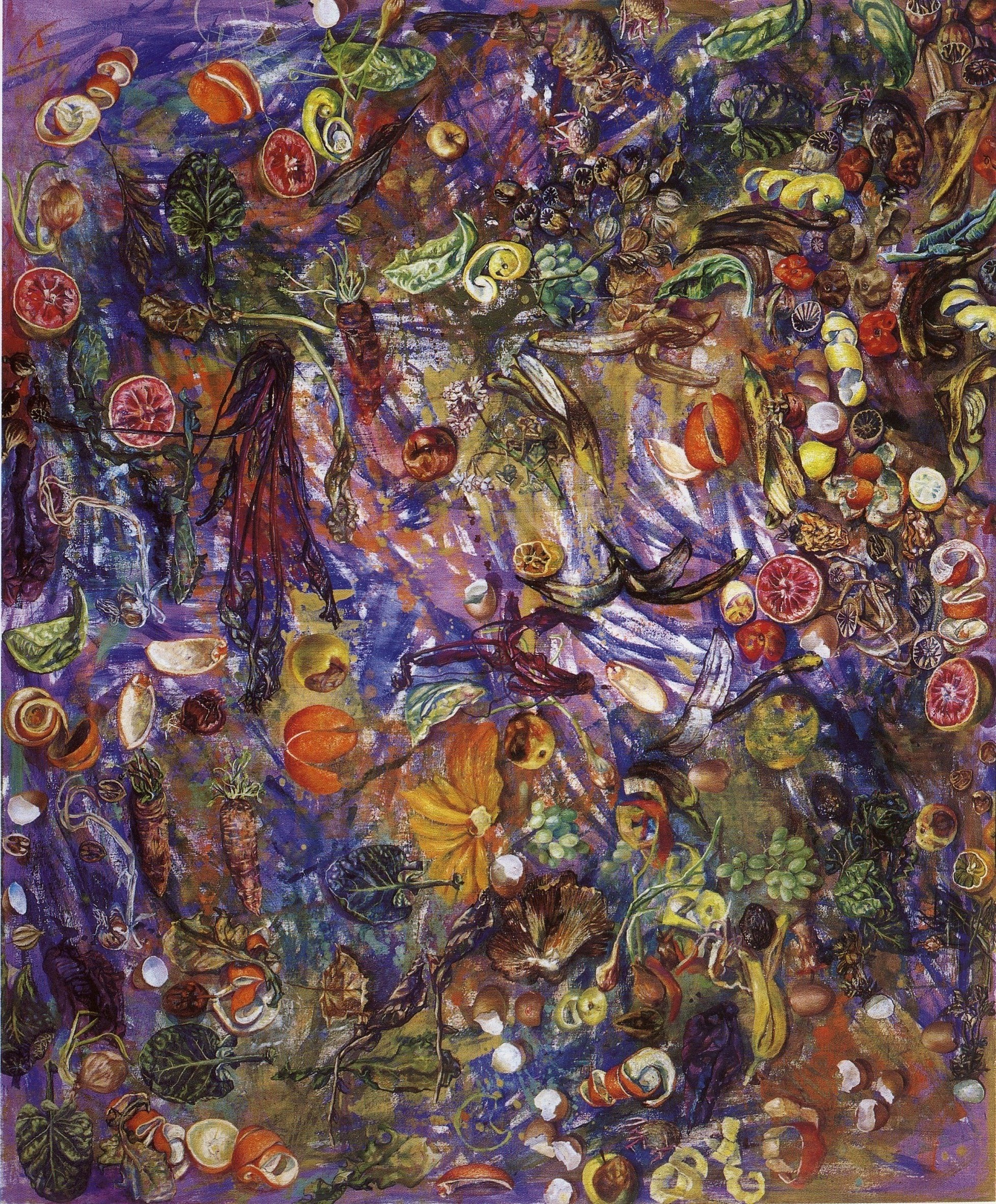
Odpadky, olej na plátně (1996)
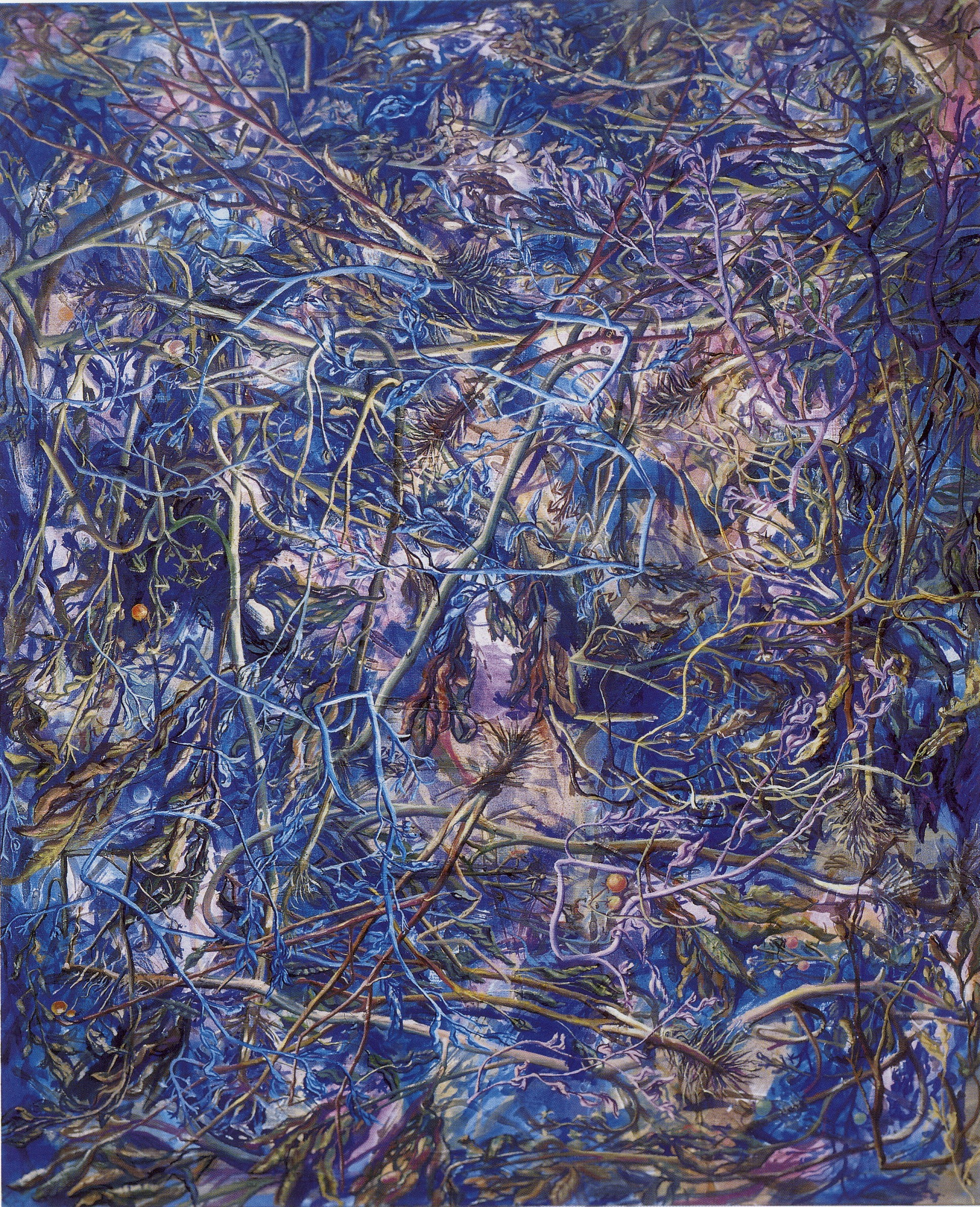
Rajčatová nať, olej na plátně (1995)
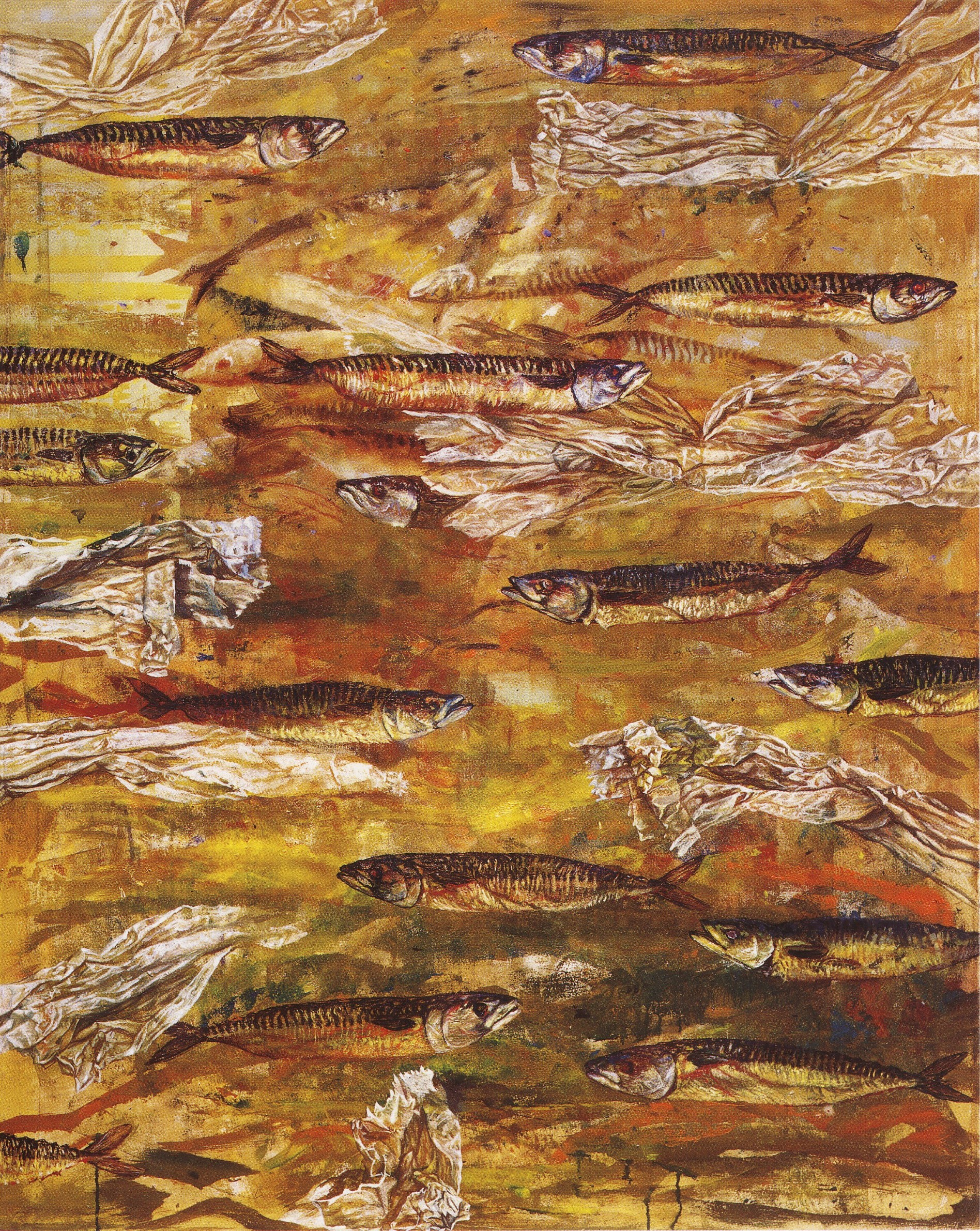
Ryby, olej na plátně (1994)
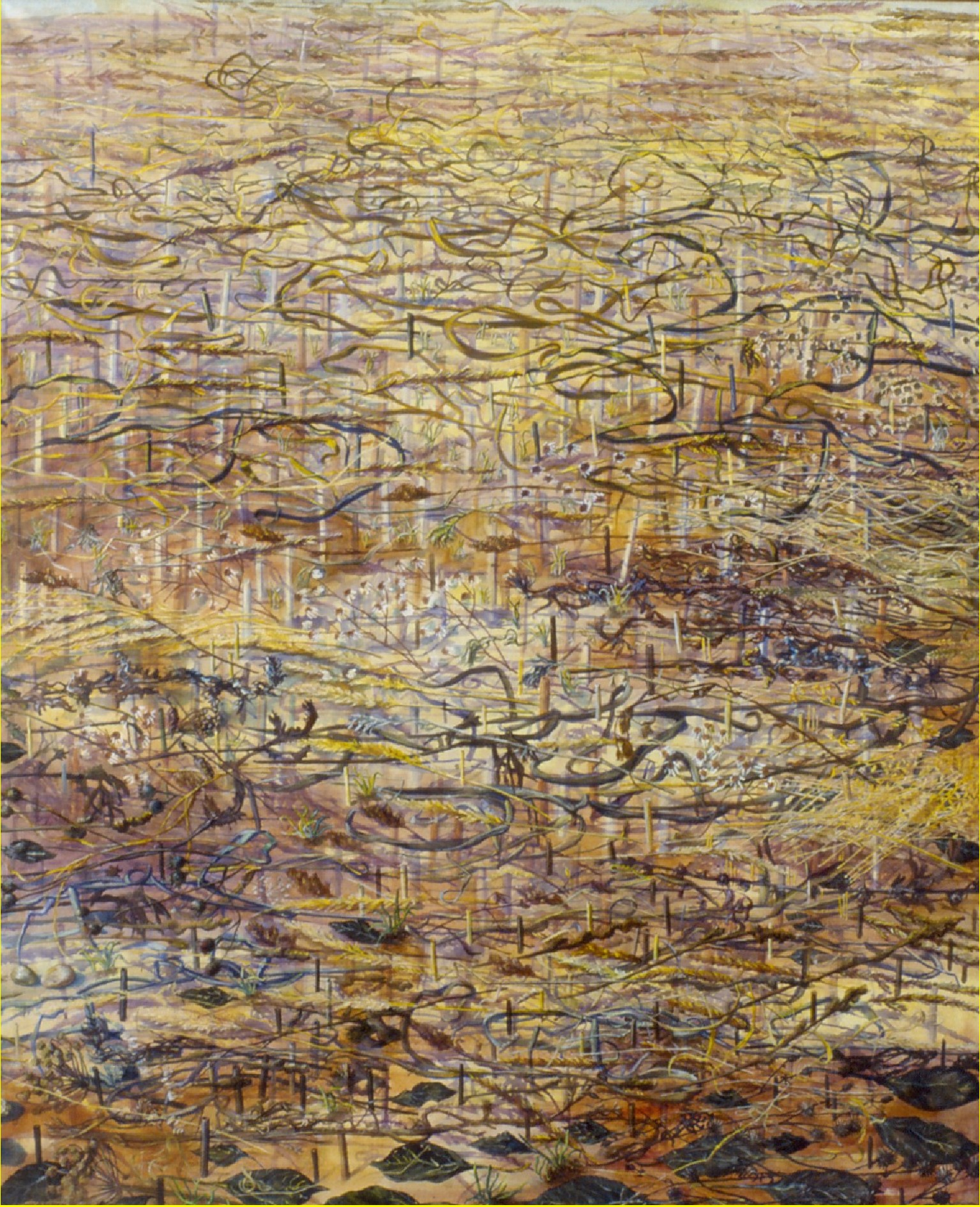
Strniště, olej na platně (1999)
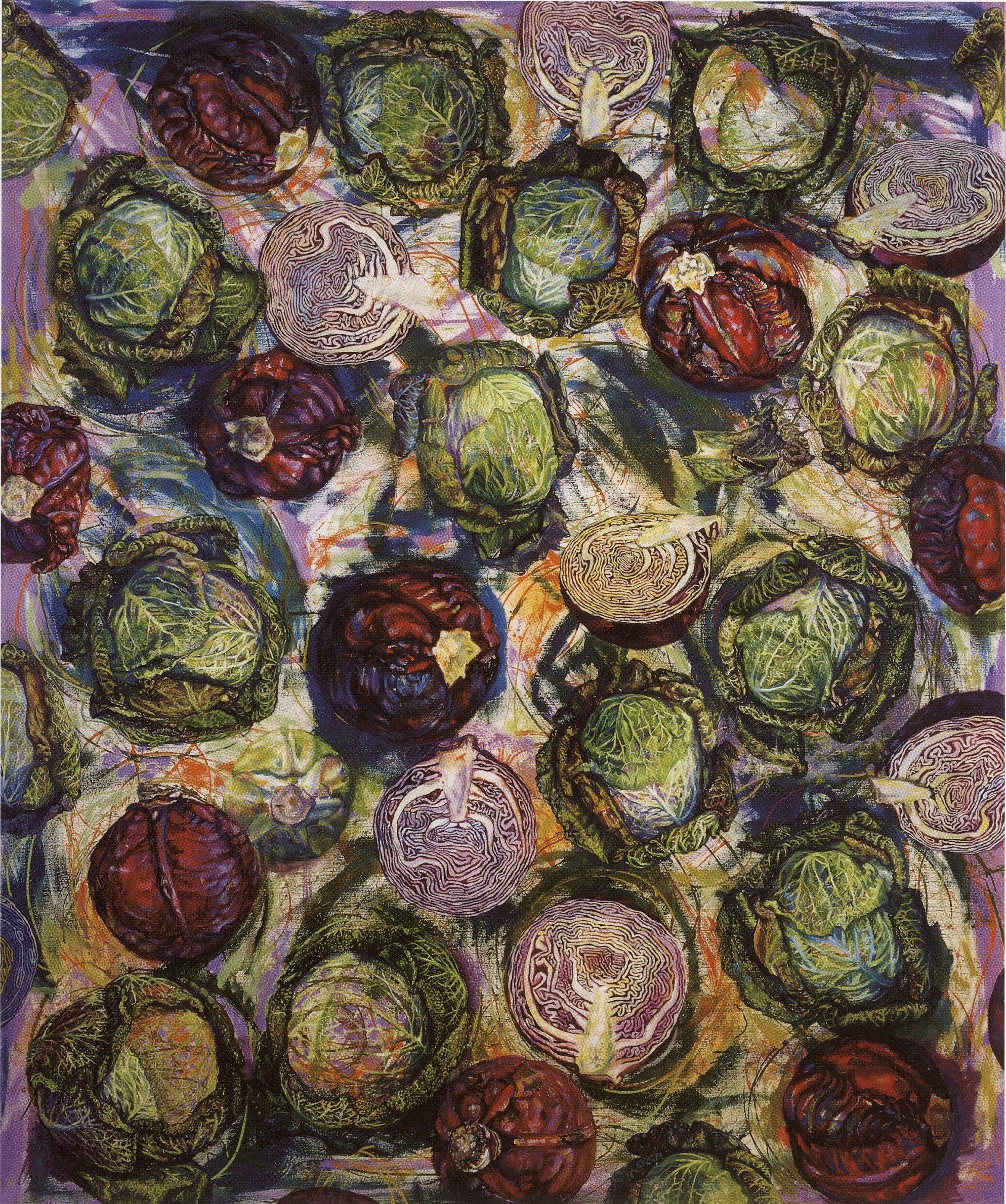
Zelí, olej na plátně (1995)